# Pastoralseminarium
Et pastoralseminarium er en uddannelsesinstitution, der først og fremmest færdiguddanner en teologisk kandidat, cand.theol., til præst.
Mens kandidatuddannelsen giver det videnskabelige indhold til varetagelse af præstegerningen, giver pastoralseminarieuddannelsen en uddannelse i praktisk præstegerning. Det er en forudsætning for ansættelse som præst i folkekirken, at den teologiske kandidat har gennemført pastoralseminarieuddannelsen. I de senere år er der på grund af præstemangel også kommet andre veje til præsteembedet via et paragraf 1a-forløb og en paragraf 2-ordning. Også for deltagere i disse ordninger er det en forudsætning for ansættelse i folkekirken, at de har gennemført Pastoralseminarieuddannelsen.
Pastoralseminarieuddannelsen udbydes af Folkekirkens Uddannelses- og Videnscenter (FUV) både København og Aarhus og varer et semester (19 uger), hvoraf de fem uger foregår i praktik. De studerende undervises i følgende fag: - Kateketik (undervisning i katekese) - Hymnologi (udforskning af salmesangen og den åndelige sang) - Sjælesorg - Kirkemusik - Retorik og Fremtræden - Homiletik (prædikenkundskab) - Liturgik (læren om gudstjenestens indretning) - Sang og Tale.
Danmarks første pastoralseminarium blev etableret i København i 1809 og hed Det Kongelige Pastoral-Seminarium. I 1969 blev der også oprettet et pastoralseminarium i Aarhus. Siden 2014 har pastoralseminarieuddannelsen været en del af Folkekirkens Uddannelses- og Videnscenter (FUV).